# Тирлішуа (комуна)
Тирлішуа (рум. Târlișua) — комуна у повіті Бистриця-Несеуд в Румунії. До складу комуни входять такі села (дані про населення за 2002 рік):
- Агрієш (874 особи)
- Агрієшел (239 осіб)
- Борляса (424 особи)
- Лунка-Сетяске (147 осіб)
- Молішет (306 осіб)
- Оарзіна (171 особа)
- Рекетешу (240 осіб)
- Тирлішуа (1020 осіб) — адміністративний центр комуни
- Чиряші (114 осіб)
- Шендроая (227 осіб)

Комуна розташована на відстані 359 км на північний захід від Бухареста, 37 км на північний захід від Бистриці, 80 км на північний схід від Клуж-Напоки.

## Населення
За даними перепису населення 2002 року у комуні проживали 3762 особи. Усі жителі комуни рідною мовою назвали румунську.
Національний склад населення комуни:
| Національність | Кількість осіб | Відсоток |
| -------------- | -------------- | -------- |
| румуни         | 3720           | 98,9%    |
| цигани         | 38             | 1,0%     |
| угорці         | 4              | 0,1%     |

Склад населення комуни за віросповіданням:
| Релігія            | Кількість осіб | Відсоток |
| ------------------ | -------------- | -------- |
| православні        | 3282           | 87,2%    |
| греко-католики     | 366            | 9,7%     |
| п'ятдесятники      | 111            | 3,0%     |
| реформати          | 2              | 0,1%     |
| не вказали релігію | 1              | < 0,1%   |